# Libre para amarte
Libre para amarte – meksykańska telenowela Televisy z 2013 roku, której producentem jest Emilio Larrosa. Jest to remake kolumbijskiej telenoweli "Los canarios" produkowany i emitowany przez Caracol TV w 2011 roku. W rolach głównych występują: Gloria Trevi i Gabriel Soto, zaś w rolę antagonistów wcielają się Eduardo Santamarina, Jacqueline Andere i Elena Luz Gonzalez. Produkcja jest emitowana w Meksyku na kanale El Canal de las Estrellas o godzinie 20:15. 

## Obsada
- Gloria Trevi jako Aurora Valencia
- Eduardo Santamarina jako Ramón Sotomayor Lascurain
- Gabriel Soto jako Enrique Del Pino "Motor"
- Luz Elena González jako Romina Estrada
- Jacqueline Andere jako Amelia Lascurain viuda de Sotomayor
- Marisol Santacruz jako Alicia
- Eduardo De la Garza Castro as Sebastian
- Consuelo Duval jako Adela Díaz Granados "Adelita"[1]
- Carlos Bonavides[2]
- Luis Bayardo jako Virgilio Valencia
- Miranda Cid jako Blanquita Valencia
- Lalo "El Mimo" jako Luis Rendón "Louie"
- Marcus Ornellas jako Lucas
- Claudia Troyo jako Olivia Garza Leon
- Pierre Angelo jako Alfonso "Poncho" Sandoval
- Jorge "Coque" Muñiz jako Benjamín Federico Hernández Alpuche/Agustín Castellanos
- Lenny De La Rosa jako Gerardo "El Gallo" Jiménez
- Harry Geithner jako Napoleón Vergara
- Jesús Ochoa jako Don Zacarías Del Pino[3]
- Ana Bekoa jako Sol
- Gaby Carrillo jako Miriam Medina
- Helena Guerrero jako Florencia de Hernández